# Linda Kageha
Linda Kageha (* 4. Februar 2002) ist eine kenianische Sprinterin, die sich auf den 400-Meter-Lauf spezialisiert hat.

## Sportliche Laufbahn
Erste internationale Erfahrungen sammelte Linda Kageha 2019 bei den Jugendafrikameisterschaften in Abidjan, bei denen sie im 400-Meter-Lauf in 52,52 s die Silbermedaille gewann. Im August nahm sie erstmals an den Afrikaspielen in Rabat teil und schied dort mit 54,12 s im Halbfinale aus und belegte mit der kenianischen 4-mal-400-Meter-Staffel in 3:32,93 min Rang vier.

## Persönliche Bestzeiten
- 400 Meter: 52,52 s, 17. April 2019 in Abidjan